# Fritz Führ (Agronom)
Fritz Führ (* 23. Juli 1934 in Berga; † 3. Februar 2024 in Jülich) war ein deutscher Agronom.

## Wissenschaftlicher Werdegang
Führ studierte Landwirtschaft an der TU Berlin und der Universität Bonn. Im Jahr 1962 promovierte er in Bonn, im Jahr 1975 habilitierte er sich dort für das Fach Agrikulturchemie. Von 1980 bis zu seiner Emeritierung im Jahr 1999 war er Direktor des Instituts für Radioagronomie an der Kernforschungsanlage Jülich (heute: Forschungszentrum Jülich) und Professor an der landwirtschaftlichen Fakultät der Universität Bonn.
1984 wurde Führ in die Nordrhein-Westfälische Akademie der Wissenschaften und der Künste gewählt, in den Jahren 2006/07 war er dort Sekretar der Klasse Naturwissenschaften und Medizin.
1990 wurde ihm der Award for Pesticide Research der Schweizerischen Gesellschaft für chemische Industrie (SGCI) verliehen. 1997 erhielt er den ACS International Award for Research in Agrochemicals der American Chemical Society, 1998 das Hertha-Firnberg-Fellowship des Forschungszentrums Seibersdorf, Österreich, und 2002 die Otto-Appel-Denkmünze der Deutschen Phytomedizinischen Gesellschaft.
Von 1975 bis 1986 war Führ Leiter der Projektträgerschaft Umweltchemikalien im Auftrag des Bundesministeriums für Forschung und Technologie (heute: Bundesministerium für Bildung und Forschung). Von 1987 bis 2002 war er im Beirat der Biologischen Bundesanstalt, davon die letzten fünf Jahre als Vorsitzender. Von 1991 bis 1997 war er Mitglied im Senat und Hauptausschuss der Deutschen Forschungsgemeinschaft, von 1989 bis 2003 in der Senatskommission zur Beurteilung von Stoffen in der Landwirtschaft, davon 1995–2000 als Vorsitzender. Im Jahr 2001 übernahm er auf Wunsch des Niedersächsischen Ministerpräsidenten Sigmar Gabriel den Vorsitz der dortigen Regierungskommission Zukunft der Landwirtschaft – Verbraucherorientierung.
Führs Hauptarbeitsgebiet war der Einsatz der Tracertechnik in der Agrikulturchemie, speziell der Pflanzenernährung. Ein Schwerpunkt der Forschungsarbeit lag dabei auf der Lysimetertechnik und deren Einsatz bei der experimentellen Bestimmung des Umweltverhaltens agrochemischer Stoffe und nuklearer Falloutprodukte. Er veröffentlichte über 160 Arbeiten in referierten Journalen.